# Pták Rosomák
Pták Rosomák je druhé řadové album skupiny Olympic. Album vyšlo v roce 1969 na LP přes Gramofonový klub v mono i stereo verzi, později bylo vydáno také na CD, MC a samozřejmě i LP v edici Trezor s jiným obalem (1990) a s několika bonusy také v reedici ve Zlaté edici Supraphonu v roce 2004. Na rozdíl od předchozí desky na něm nechybí hlavně textová, místy až dadaistická hravost (píseň Kamenožrout zelený). Zároveň se jedná o jeden z mála oficiálně vydaných pokusů o českou psychedelii (k tomu ostatně odkazuje i obal Jana Antonína Pacáka).

## Seznam skladeb
Pták Rosomák byl remastrovaný v roce 2004 a doplněn o pět bonusů.

### Strana A
1. Krásná neznámá (Petr Janda/Pavel Chrastina) - 2:30
2. Ikarus blues (Ladislav Klein/Zdeněk Rytíř) - 5:00
3. Báječné místo (Petr Janda/Pavel Chrastina) - 4:30
4. Everybody (Petr Janda/Pavel Chrastina) - 3:50
5. O půlnoci (Petr Janda/Pavel Chrastina) - 2:50
6. Pták Rosomák (Petr Janda/Pavel Chrastina) - 2:51

### Strana B
1. Tvé neklidné svědomí (Petr Janda/Pavel Chrastina) - 3:30
2. Čekám na zázrak (Petr Janda/Pavel Chrastina) - 2:55
3. Z bílé černou (Petr Janda/Pavel Chrastina) - 2:45
4. Pohřeb své vlastní duše (Petr Janda/Pavel Chrastina) - 4:05
5. Kamenožrout zelený (Petr Janda/Pavel Chrastina) - 3:45
6. Svatojánský happening (Petr Janda/Pavel Chrastina) - 2:25

### Bonusy
Jako bonusy byly použity nahrávky ze singlů a dosud nevydané rarity
1. Zbytečná holka (Petr Janda/Pavel Chrastina)
2. The Story Of Bass Guitar (Bert Claus/Ed. Schramm)
3. Thoughts Of A Foolish Boy (Bloud král) (Petr Janda/Petr Adler)
4. Please Don't Leave Me (Snad jsem to zavinil já) (Petr Janda/Petr Adler)
5. Nekonečná cesta (Petr Janda/Pavel Chrastina)

## Album bylo nahráno ve složení
- Petr Janda – sólová kytara, zpěv, housle
- Pavel Chrastina – baskytara, zpěv (11, 12)
- Miroslav Berka – klávesy
- Ladislav Klein – doprovodná kytara, zpěv (2, 8, 9)
- Jan Antonín Pacák – bicí, flétna, zpěv (4)

hosté:
- Zdeněk Rytíř - sitar (2)